# Chorezmi
Chorezmi (także Charizmi) – żyjący w XIV wieku poeta uzbecki. Pisał wiersze po turecku i po persku. Był wysoko ceniony w środowisku poetów Azji Środkowej. Sławę przyniósł mu poemat Mahabbatname (Księga miłości, napisany w 1353 roku. Utwór ten został ofiarowany władcy Chorezmu Muhammadowi Hodży Begowi, który zaproponował autorowi miejsce na swoim dworze. Poemat reprezentuje gatunek mesnewi i zawiera gazele i liryki w języku perskim i tureckim.
Wiersze Chorezmiego tłumaczyli na język polski Stanisław Ulicki i Eleonora Karpuk.